# باباپیرعلی
باباپیرعلی، روستایی از توابع بخش مرکزی شهرستان تویسرکان در استان همدان ایران است.

## مردم‌شناسی

### جمعیت
ین روستا در دهستان کرزان رود قرار دارد و براساس اطلاعات سرشماری جمعیت خانوارهای روستایی سال ۱۳۹۵ دارای ۲۲۰ خانوار و ۶۰۶ نفر جمعیت می‌باشد.

### گویش
مردم روستای باباپیرعلی لر هستند و به گویش لری خاصی از لری تویسرکانی سخن می‌گویند.

## اقتصاد

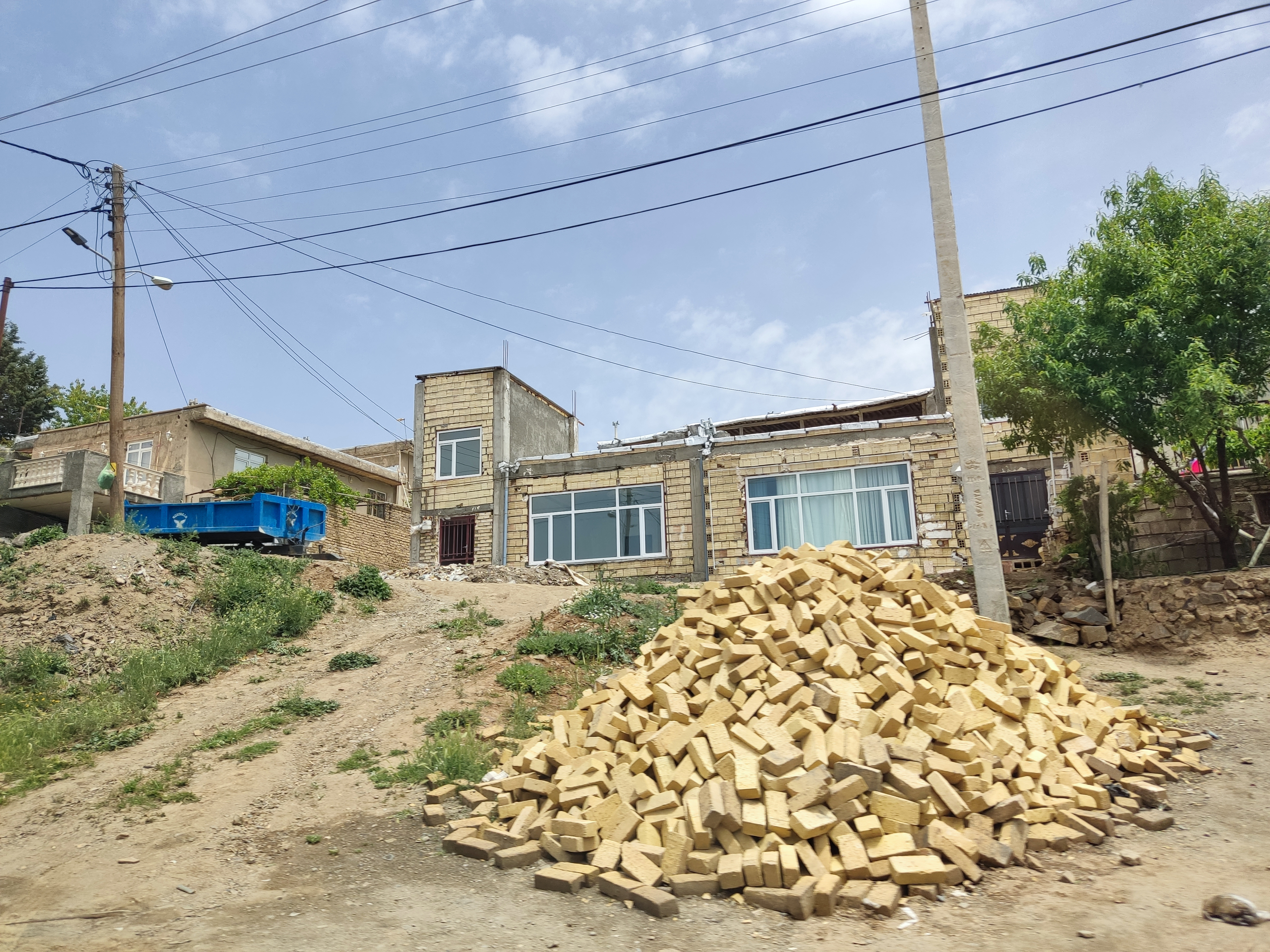
نمایی از بابا پیرعلی

اقتصاد روستاهای شهرستان تویسرکان عموماً به کشاورزی و به ویژه پرورش درختان گردو وابسته است. در روستای باباپیرعلی نیز چرخ‌های اقتصاد روستا را کشاورزی و نیز اندکی دامپروری می‌چرخاند اما به تازگی اقداماتی برای تغیر این تک محصولی انجام شده مانند گشت گل محمدی کشت زعفران و اقدامات کارگاهی و تولیدی.
آب و هوای روستا در ایام بهار و تابستان بسیار مطبوع و در ایام زمستان سرد و خشک می‌باشد.